# Heteronyx tristis
Heteronyx tristis är en skalbaggsart som beskrevs av Blackburn 1888. Heteronyx tristis ingår i släktet Heteronyx och familjen Melolonthidae. Inga underarter finns listade i Catalogue of Life.